# Hokushin-ron

Mappa dei piani giapponesi di Hokushin-ron, con le possibili direttrici di attacco contro l'Unione Sovietica. Le date indicano l'anno in cui il Giappone prese il controllo dei vari territori.

La dottrina dell'espansione a Nord (北進論?, Hokushin-ron, detta anche "Strada settentrionale") fu una teoria politico-strategica sorta all'interno della dirigenza dell'Impero del Giappone nel periodo precedente la seconda guerra mondiale; questa dottrina politica affermava che la Manciuria e la Siberia fossero territori compresi nella sfera di interesse strategico del Giappone e che il valore potenziale di un'espansione economica e territoriale in queste regioni fosse maggiore di progetti imperialistici alternativi in altre aree dell'Asia o dell'Oceano Pacifico.
I sostenitori di questa dottrina politico-militare erano indicati in alcune occasioni come il "Gruppo dell'attacco a nord". Questi piani furono fortemente supportati all'interno dello stato maggiore dell'Esercito imperiale giapponese durante il periodo tra le due guerre mondiali, ma furono abbandonati nel 1939 dopo la pesante disfatta militare subita dalle forze armate giapponesi contro l'Armata Rossa sovietica nella battaglia di Khalkhin Gol, conosciuta in Giappone anche come incidente di Nomonhan.
La teoria dello Hokushin-ron fu soppiantata dalla politica alternativa completamente opposta della "dottrina dell'espansione a Sud" (南進論?, Nanshin-ron, o "Strada meridionale"), che considerava il Sud-Est asiatico e le isole del Pacifico come la principale sfera d'influenza politico-economica del Giappone e mirava ad acquisire le ricche risorse di materie prime in possesso delle potenze coloniali europee, neutralizzando contemporaneamente la minaccia costituita dalle potenza militare degli Stati Uniti d'America.

## Origini
A partire dalla prima guerra sino-giapponese negli anni 90 dell'Ottocento la teoria politica del Hokushin-ron assunse un'importanza preponderante nella politica estera del Giappone, favorendo la successiva espansione imperialistica caratterizzata dall'invasione di Formosa nel 1895 e dall'occupazione e annessione della Corea nel 1910. Dopo la guerra russo-giapponese del 1904-1905, il feldmaresciallo Yamagata Aritomo, uno dei principali ideologi militari del Hokushin-ron, delineò per la prima volta le linee di una strategia difensiva contro l'Impero russo; nel 1907 invece un documento generale del Consiglio imperiale di difesa illustrò due distinte strategie politico-militari: Nanshin Hokushin Ron (difensiva a sud e avanzata a nord) e Hokushu Nanshin Ron (difensiva a nord e avanzata a sud).
Ci furono aspre discussione all'interno della dirigenza giapponese sulle due divergenti dottrine politico-militari. Dopo la prima guerra mondiale, le truppe giapponesi parteciparono in grande numero all'Intervento in Siberia connesso alla Guerra civile russa e al tentativo delle Potenze capitalistiche mondiali di impedire la vittoria e la diffusione della Rivoluzione bolscevica; i capi politici del Giappone speravano in questo modo di liberarsi definitivamente da ogni futura minaccia russa distaccando dai territori del vecchio Impero zarista, l'intera Siberia e costituendo uno stato indipendente al servizio del Giappone. Le truppe giapponesi rimasero nell'Estremo Oriente russo fino al 1922 e durante questo lungo periodo di occupazione, i pianificatori strategici giapponesi discussero approfonditamente riguardo ai progetti di occupazione permanente della Siberia ad est del Lago Bajkal.

## Invasione giapponese della Manciuria

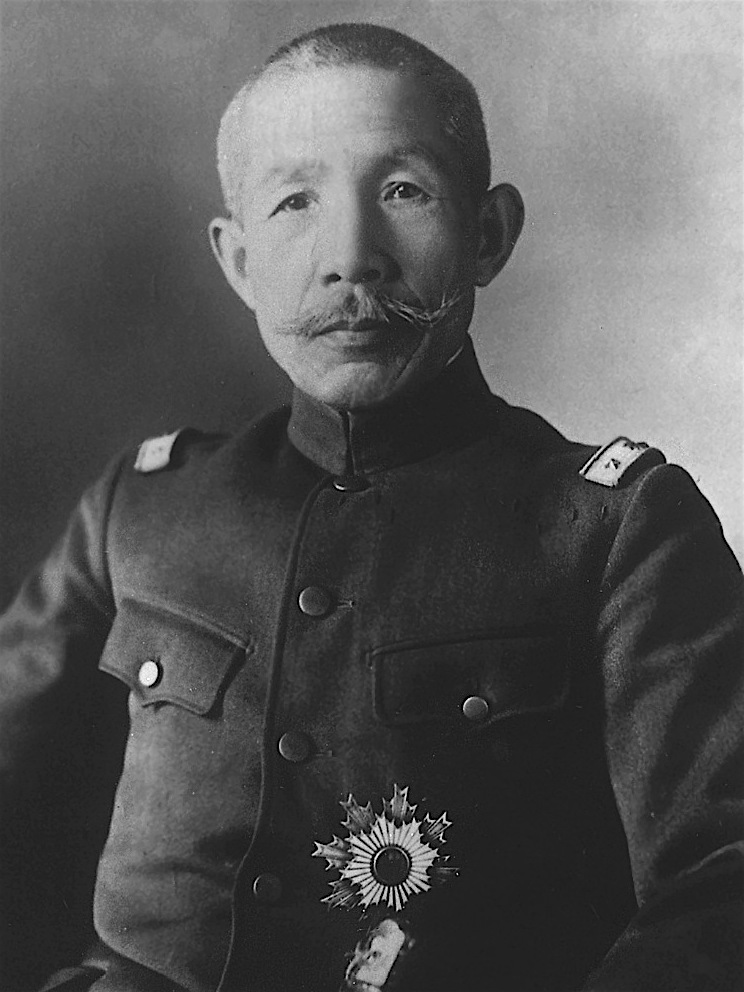
Il generale Sadao Araki, principale sostenitore del Hokushin-ron.

Un momento essenziale della storia dell'influenza delle idee strategiche del Hokushin-ron fu l'occupazione giapponese della Manciuria; in questo modo il Giappone ottenne de facto un esteso territorio confinante direttamente con l'Unione Sovietica. Il cosiddetto Incidente di Mukden si verificò in pratica per l'aperta insubordinazione da parte di alcune irresponsabili personalità militari della famosa Armata del Kwantung nel 1931; questi eventi fornirono il pretesto per un'estesa e completa invasione della Manciuria. L'Armata del Kwantung al momento dei fatti aveva disponibili per le operazioni di occupazione solo 12.000 soldati e quindi necessitava con urgenza di essere rinforzata. Il Ministro della guerra del governo giapponese era in quel periodo il generale Sadao Araki, il capo della fazione Kōdōha, che era un fermo sostenitore dei programmi del Hokushin-ron, e di un attacco diretto all'Estremo Oriente sovietico e della Siberia.
Il generale decise di trasferire, per rafforzare l'Armata del Kwantung, una parte delle forze dell'armata giapponese di guarnigione in Corea (Chōsen-gun), dalla penisola coreana in Manciuria senza l'autorizzazione di Tokyo. Le operazioni di occupazione della Manciuria proseguirono come pianificato e vennero presentate come un fait accompli al Primo ministro in carica Reijirō Wakatsuki che si limitò a esprimere una debole e inefficace protesta prima di dimettersi. Il generale Araki mantenne l'incarico di Ministro della guerra anche nel nuovo governo, all'interno del quale egli assunse un'influenza decisiva. Venne costituito uno stato-fantoccio in Manciuria e Mongolia interna che venne denominato Manchukuo e organizzato ufficialmente come una monarchia costituzionale.

## Contrasti di fazione all'interno delle forze armate giapponesi

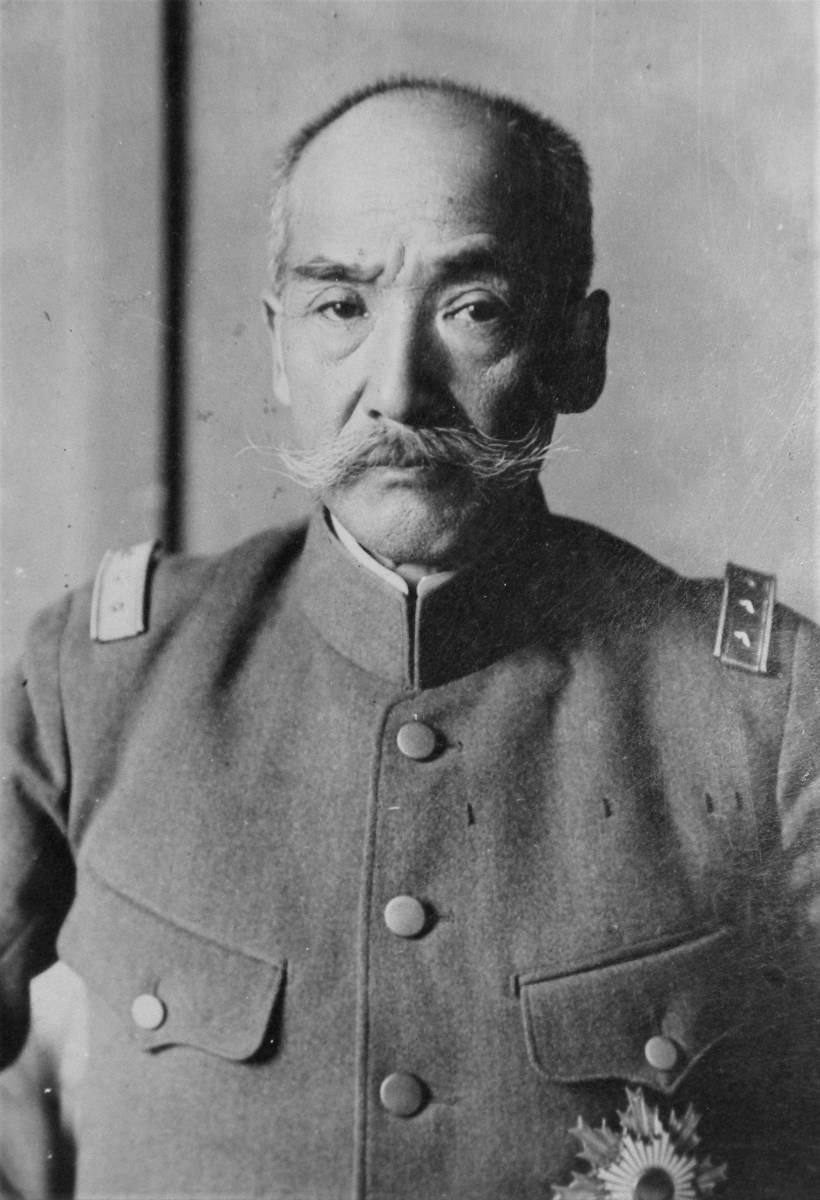
Il generale Kenkichi Ueda, comandante dell'Armata del Kwantung nel periodo 1936-1939.

La dottrina del Hokushin-ron aveva un vasto consenso all'interno dell'Esercito imperiale giapponese; in particolare il generale Kenkichi Ueda era un rigido sostenitore della politica del Hokushin-ron, ritenendo che il Comunismo fosse il principale nemico del Giappone e che il destino dell'Impero nipponico risiedesse nella conquista delle risorse naturali presenti nelle quasi spopolate regioni dell'entroterra asiatico settentrionale. Il generale Yukio Kasahara era un altro alto ufficiale favorevole alla filosofia politica del Hokushin-ron; egli affermava che l'Unione Sovietica rappresentasse, con la sua ideologia rivoluzionaria, una grave minaccia per il Giappone ma anche che potesse rivelarsi, per la sua debolezza interna, una grande opportunità per l'espansione dell'Impero.
In realtà l'Esercito imperiale giapponese era frammentato in fazioni rivali che sostenevano programmi di espansione ampiamente contrastanti. La fazione ultranazionalista Kōdōha ("Fazione della via imperiale" del generale Araki, era sostenuta da molti giovani ufficiali che erano estremamente favorevoli alla strategia del Hokushin-ron ed esprimevano propositi oltranzisti di attacco preventivo all'Unione Sovietica. Essi erano contrastati dai membri relativamente più moderati della cosiddetta fazione del Controllo, Tōseiha, che invece era favorevole ad un programma di espansione più cauto e metodico; i componenti della Tōseiha ritenevano essenziale imporre maggiore disciplina all'Esercito imperiale e consideravano una guerra contro la Cina come la missione strategica principale dell'Impero.
Le relazioni tra l'Esercito imperiale e la Marina imperiale giapponese non erano mai state particolarmente cordiali e spesso furono caratterizzate da una forte ostilità reciproca, una situazione le cui origini datavano fin dall'era Meiji. Dall'inizio degli anni trenta, l'Esercito imperiale identificò nell'Unione Sovietica il nemico potenziale più pericoloso per il Giappone e in maggioranza i suoi ufficiali condividevano la dottrina del Hokushin-ron, ritenendo che gli interessi strategici principali dell'Impero si trovassero nel continente asiatico. La Marina imperiale invece era interessata soprattutto all'Oceano Pacifico e identificava negli Stati Uniti la minaccia più temibile per il Giappone; gli ufficiali della marina supportavano principalmente la dottrina del Nanshin-ron, ritenendo che gli interessi strategici maggiori si trovassero nel Sud-Est asiatico e nelle isole del Pacifico. Nella metà degli anni trenta si giunse al punto che si temette seriamente uno scontro aperto tra esercito e marina a causa dei loro programmi di espansione strategica sostanzialmente incompatibili.

## Gli eventi del 1936
La fazione Kōdōha, che favoriva la dottrina del Hokushin-ron, era predominante nel periodo in cui il generale Araki rimase Ministro della guerra ,(1931-1934), e suoi membri occuparono le posizioni più importanti nello stato maggiore dell'Esercito imperiale. Dopo le dimissioni per motivi di salute del generale Araki nel 1934, tuttavia, molti di essi furono sostituiti da alti ufficiali appartenenti alla fazione Tōseiha. Nel 1936 i giovani ufficiali dell'esercito della fazione Kōdōha si ribellarono dando inizio al sanguinoso e drammatico incidente del 26 febbraio. Il fallimento del colpo di stato, provocò una decisiva perdita di influenza della fazione Kōdōha all'interno dell'Esercito imperiale; molti generali coinvolti nell'insurrezione, tra cui Araki, furono costretti al ritiro entro il marzo 1936.

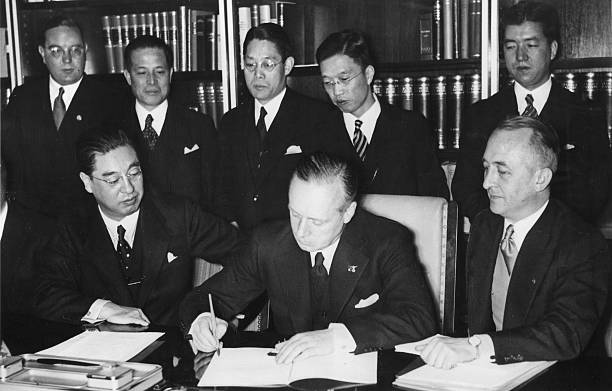
L'ambasciatore giapponese a Berlino Kintomo Mushanokōji e il Ministro degli Esteri della Germania nazista Joachim von Ribbentrop firmano il Patto anti-Comintern.

Il successivo Piano di difesa Imperiale del giugno 1936 in realtà comprendeva in modo equilibrato elementi delle concezioni strategiche sia del Hokushin-ron che del Nanshin-ron,e richiedeva che l'esercito e la marina cooperassero armonicamente assumendo una posizione pacifica e non aggressiva verso i loro supposti "nemici". Gli obiettivi del nuovo piano di difesa prevedevano l'acquisizione di territori ricchi di materie prime essenziali, in particolare il petrolio, di cui il Giappone aveva assoluta necessità per sostenere la crescita economica, ma di cui esso era totalmente sprovvisto. L'espansione verso nord (Hokushin-ron) avrebbe potuto garantire le risorse naturali della Siberia, attaccando l'Unione Sovietica attraverso la Manciuria, mentre l'espansione verso sud (Nanshin-ron) avrebbe portato all'occupazione dell'Indonesia e delle altre colonia francesi, olandesi e britanniche. Le forniture di materie prime essenziali per l'Impero giapponese sarebbe stato assicurato con la creazione della cosiddetta "Sfera di co-prosperità della Grande Asia orientale". Le potenze europee avevano dominato il Sud-Est asiatico per oltre un secolo, mentre la politica estera del Giappone aveva una limitata conoscenza delle realtà locali; inoltre adottando la strategia del Nanshin-ron, l'Impero avrebbe rischiato una guerra totale contro le grandi potenze predominanti a livello globale, anche se in alcuni ambienti politico-militari non si temeva un conflitto così impegnativo.
Nel novembre 1936 venne concluso tra il Giappone e la Germania nazista il Patto anti-Comintern che sembrò segnare un passo decisivo in favore della strategia del Hokushin-ron. Esso prevedeva infatti che in caso di attacco dell'Unione Sovietica alla Germania o al Giappone, le due potenze si sarebbero consultate sulle misure concrete da prendere per "salvaguardare i loro comuni interessi". Le due nazioni inoltre concordarono di non concludere alcun trattato politico-diplomatico con l'Unione Sovietica; infine la Germania nazista riconobbe lo stato "fantoccio" del Manciukuò.

## Guerra di confine tra sovietici e giapponesi
Fin dal 1932 erano iniziati, senza alcuna formale dichiarazione di guerra, una serie di violenti scontri armati tra reparti dell'Esercito imperiale giapponesi e truppe dell'Armata Rossa sui confini con Estremo Oriente sovietico. Lo stato maggiore dell'Armata del Kwantung e alcuni ufficiali al comando sul campo avevano innescato il conflitto con azioni aggressive sul confine sovietico con la Manciuria e la Mongolia interna; questi scontri in genere si conclusero con successi tattici dell'Armata Rossa e culminarono nella disastrosa Battaglia di Khalkhin Gol del settembre 1939, durante il cosiddetto incidente di Nomonhan, che si concluse con una pesante sconfitta e pesanti perdite per l'Armata del Kwantung che perse in parte la sua reputazione di unità militare efficiente e temibile.
Queste sconfitte evidenziarono la superiorità militare dell'Unione Sovietica e la netta inferiorità giapponese nel numero dei reparti e soprattutto la sua carenza di mezzi corazzati moderni; i capi politico-militari dell'Impero compresero che un'ulteriore espansione a nord in Siberia sarebbe stata impossibile di fronte alla potenza delle forze armate sovietiche. In realtà il generale Ueda, comandante dell'Armata del Kwantung, continuò a supportare le azioni aggressive dei suoi ufficiali e non scoraggiò azioni provocatorie sul confine con l'Unione Sovietica, continuando a sostenere pubblicamente la dottrina strategica del Hokushin-ron. Dopo il disastro di Nomonhan peraltro, il generale dovette cedere il comando, fu richiamato in patria e costretto al ritiro dal servizio attivo; dall'Armata del Kwantung furono richiamati anche gli elementi più insubordinati e i sostenitori più accesi del Hokushin-ron.

## Abbandono delHokushin-ron

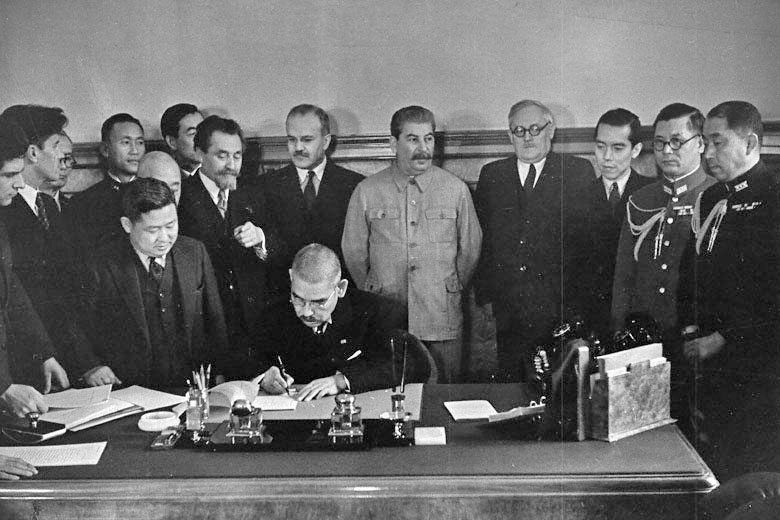
Il Ministro degli esteri giapponese Yōsuke Matsuoka firma il 13 aprile 1941 a Mosca, il Patto nippo-sovietico di non aggressione.

L'Esercito imperiale perse parte del suo prestigio a causa delle sconfitte subite nelle guerre di confine sovietico-giapponesi e di conseguenza la Marina imperiale accrebbe la sua influenza sulle scelte politico-militari della dirigenza nipponica, grazie anche al supporto di alcuni potenti zaibatsu convinti che i loro interessi economico-commerciali avrebbero tratto giovamento dalle strategie auspicate dalla Marina imperiale.
Gli insuccessi militari sul fronte della Mongolia, l'andamento deludente e logorante della seconda guerra sino-giapponese e l'atteggiamento di opposizione politico-militare alle tendenze espansionistiche del Giappone da parte delle potenze occidentali, favorirono un'evoluzione della strategia dei dirigenti nipponici in favore del Nanshin-ron. Questa dottrina politico-militare sembrava offrire la possibilità concreta di ottenere le risorse coloniali del Sud-Est asiatico e neutralizzare la minaccia delle forze militari occidentali presenti nel teatro del Pacifico.
Con una svolta diplomatica clamorosa, il Giappone e l'Unione Sovietica conclusero il 13 aprile 1941 il Patto nippo-sovietico di non aggressione; in questo modo l'Impero nipponico raggiunse una stabilizzazione sul fronte settentrionale e poté liberare forze militari per i preparativi della guerra del Pacifico contro gli Stati Uniti, la Gran Bretagna e le altre potenze coloniali europee. Nel momento dell'inizio dell'invasione tedesca dell'Unione Sovietica il 22 giugno 1941, il Giappone, dopo una serie di complesse discussioni tra i massimi dirigenti politico-militari, decise di non unirsi ai suoi alleati del Patto Tripartito e non partecipare all'invasione aprendo un secondo fronte anti-sovietico in Estremo Oriente; al contrario nelle riunioni segrete dell'estate 1941 venne deciso di applicare il Nanshin-ron e attaccare a sud contro le potenze occidentali.
In pratica, il Giappone non affrontò militarmente l'Unione Sovietica fino all'agosto 1945, quando il governo sovietico, in accordo con gli Alleati occidentali, dichiarò guerra all'Impero nipponico e ottenne una schiacciante vittoria nella breve campagna in Manciuria contribuendo alla resa finale del Giappone.